# Clubiona abboti
Clubiona abboti är en spindelart som beskrevs av Ludwig Carl Christian Koch 1866. Clubiona abboti ingår i släktet Clubiona och familjen säckspindlar. Utöver nominatformen finns också underarten C. a. abbotoides.